# Lothar Bossle

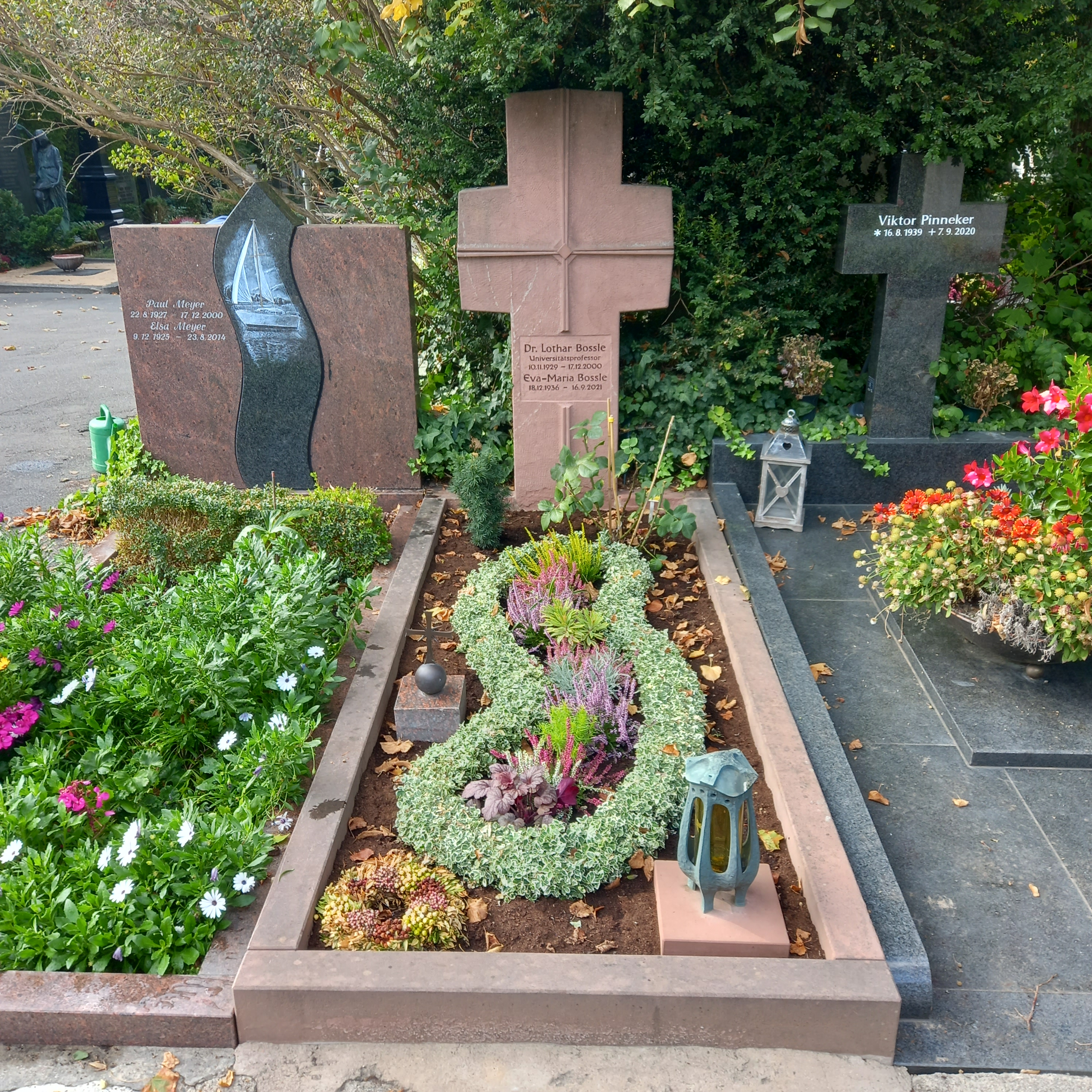
Das Grab von Lothar Bossle und seiner Ehefrau Eva-Maria auf dem Hauptfriedhof Würzburg

Lothar Bossle (* 10. November 1929 in Ramstein; † 17. Dezember 2000 in Würzburg) war ein deutscher Soziologe. Er war Hochschullehrer an der Julius-Maximilians-Universität Würzburg und der Pädagogischen Hochschule in Lörrach, Berater für die CDU-Politiker Helmut Kohl und Hans Filbinger sowie Präsident des privaten Instituts für Demokratieforschung.

## Leben

### Ausbildung und Berufsanfänge

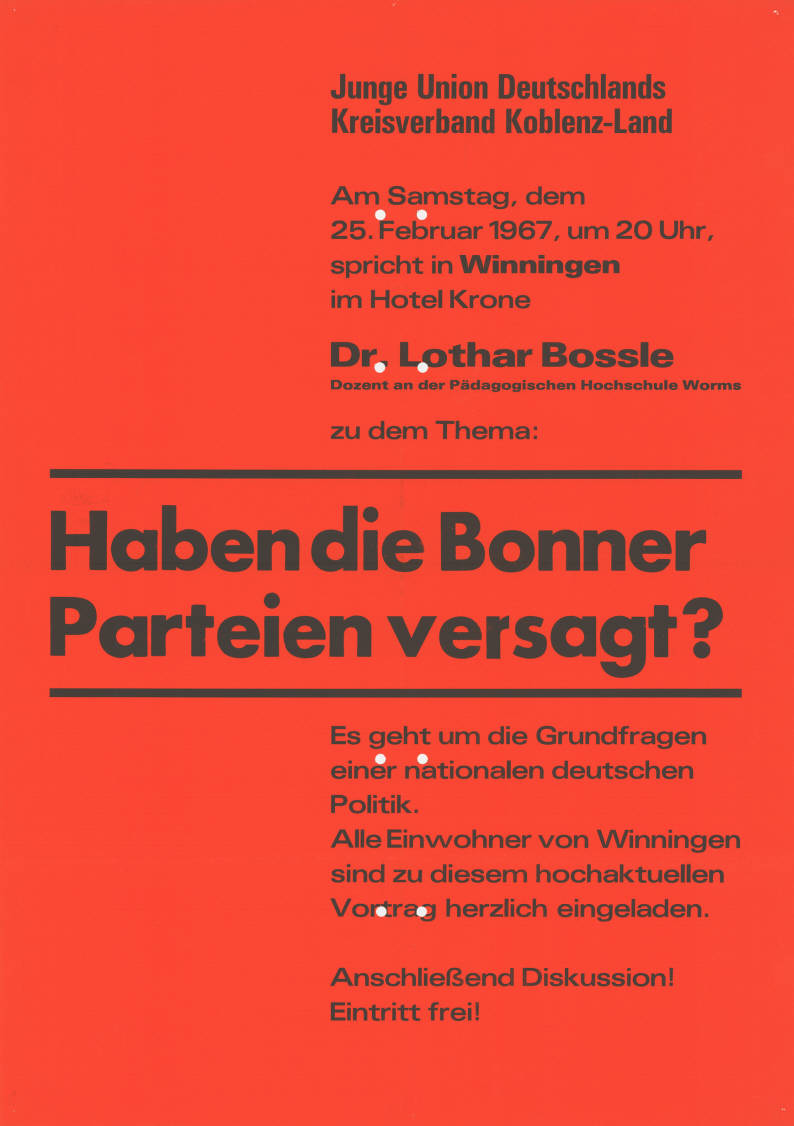
Ankündigungsplakat der Jungen Union für einen Vortrag Bossles 1967 in Koblenz

Lothar Bossle studierte in München und Berlin politische Wissenschaft und Soziologie; 1959 schloss er mit dem Diplom ab. Von 1960 bis 1963 war er wissenschaftlicher Assistent von Gerhard Möbus an der Schule der Bundeswehr für Innere Führung in Koblenz. Danach arbeitete er von 1963 bis 1965 als Assistent am Institut für Politikwissenschaft der Johannes Gutenberg-Universität Mainz. 1965 wurde er dort zum Dr. phil. promoviert. Ab 1966 war er Dozent für politische Wissenschaften an der Fachhochschule Worms. In den 1970er Jahren lehrte er an der Pädagogischen Hochschule Lörrach.
Als Student war Bossle Mitglied der SPD und bekleidete zeitweise das Amt des stellvertretenden Vorsitzenden des Westberliner SDS. Nach der Verabschiedung des Godesberger Programms wandte er sich 1959 vom SDS und der SPD ab und trat in die rheinland-pfälzische CDU ein. Hier wurde er als Berater von Helmut Kohl und danach von Hans Filbinger angestellt.

### Soziologieprofessur

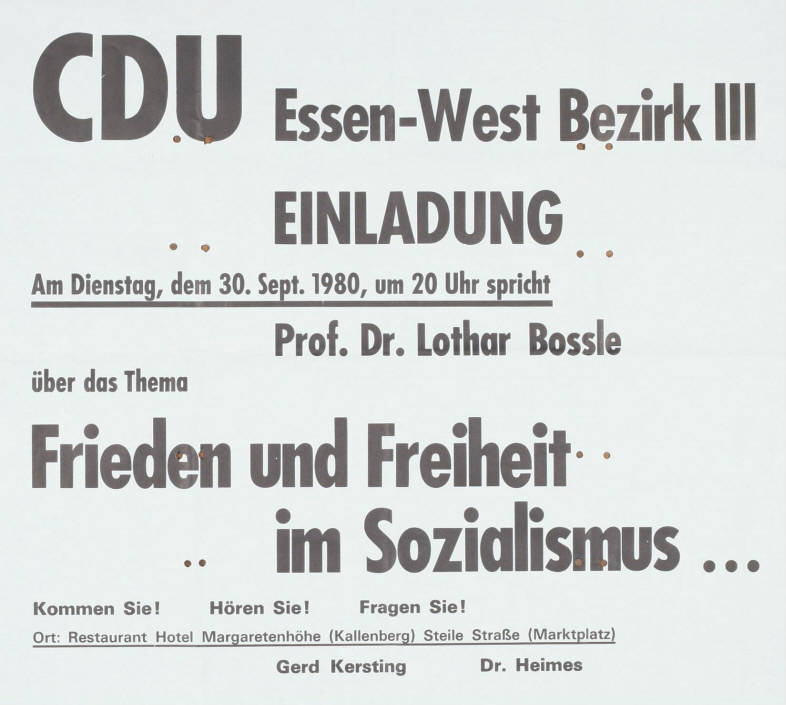
Ankündigungsplakat der Essener CDU für einen Vortrag Bossles 1980

Seit Anfang der 1970er Jahre unterstützte Bossle Franz Josef Strauß, der ihm 1977 zu seinem Lehrstuhl an der Universität Würzburg verhalf. Auf Betreiben von Strauß wurde Bossle vom damaligen Kultusminister Hans Maier unter 55 Mitbewerbern ausgewählt und gegen die Voten des akademischen Senats, des Berufungsausschusses und des Fachbereichsrats auf den Lehrstuhl für Soziologie eingesetzt, was massive Proteste bei den Studenten hervorrief. Im Jahr 1977 erschien in Würzburg seine Soziologie des Radikalismus.

### Internationale Gesellschaft für Menschenrechte
Bossle wurde außerdem Kuratoriumsmitglied in der Internationalen Gesellschaft für Menschenrechte (IGFM). In dieser Funktion rechtfertigte er die griechische Militärdiktatur und unterhielt Kontakte zur Militärjunta unter Augusto Pinochet in Chile, wo er mehrfach die als geheimes Folterlager genutzte deutsche Sektensiedlung Colonia Dignidad besuchte. Gemeinsam mit IGFM-Kuratoriumspräsident Ludwig Martin warnte er die chilenischen Regierungsstellen 1987, dass das Bekanntwerden der Verbrechen in der Colonia Dignidad zu einer Verschlechterung der Beziehungen zwischen Deutschland und dem Pinochet-Regime führen könnte.

### Institut für Demokratieforschung
1981 wurde Bossle Präsident des privaten Instituts für Demokratieforschung in Würzburg, das als „Doktorfabrik“ bekannt wurde. Der bayerische Landtag beschäftigte sich deshalb mehrfach mit dem „Fall Bossle“. Nachprüfungen ergaben, dass nur bei einer der zahlreichen Doktorarbeiten ein Zweitgutachter vom Fach herangezogen worden war. Der andere Soziologieprofessor in Würzburg, Wolfgang Lipp, bekundete, viele angebliche Doktorarbeiten „nie zu Gesicht bekommen“ zu haben. Bossles Vorgehen bezüglich Promotionsverfahren an seinem Lehrstuhl wurde in den Medien bezüglich seiner Seriosität wiederholt in Frage gestellt.
Nach dem Tod von Franz Josef Strauß wurde Bossle weiterhin von der CSU unterstützt, geriet aber nun auch innerhalb der CSU in die Kritik. Der Wissenschaftsminister Wolfgang Wild (CSU) erklärte 1989, Bossle habe „den Bogen überspannt“. Im Auftrag des Instituts für Demokratieforschung gab Bossle als Professor in Würzburg die Reihe Reden zur Zeit heraus. 
1989 gab Bossle die Leitung des Instituts für Demokratieforschung an den CDU-Politiker Heinrich Lummer ab.

### Weitere Aktivitäten
Es folgte eine Gastprofessur an der Technischen Universität Dresden. Bestrebungen, ihn dorthin zu berufen, zerschlugen sich 1991: Er ist „in unserem Fach ohne Ansehen“, schrieb mit ungewohnter Schärfe der Vorsitzende der Deutschen Gesellschaft für Soziologie, Professor Bernhard Schäfers, im Februar dem sächsischen Kultusminister Hans Joachim Meyer.
Bossle nahm an Veranstaltungen der Paneuropa-Union und der Vereinigungskirche teil. Er gehörte zum Unterstützerkreis und festen Referentenstamm des Vereins zur Förderung der Psychologischen Menschenkenntnis. 1994 trat er bei der geschichtsrevisionistischen Zeitgeschichtlichen Forschungsstelle Ingolstadt als Referent auf.
Bossle war Kuratoriumsmitglied im Studienzentrum Weikersheim, das er wissenschaftlich leitete. Zudem gehörte er zum Kuratorium der Ludwig-Frank-Stiftung für ein freiheitliches Europa und des Brüsewitz-Zentrums. Bossle war außerdem Mitglied des wissenschaftlichen Beirats der Hanns-Seidel-Stiftung und gehörte dem päpstlichen Ritterorden vom Heiligen Grab zu Jerusalem an. Seit 1984 war er dort Leitender Komtur. Er war auch Präsident der Gertrud-von-le-Fort-Gesellschaft.
Im Wintersemester 1973 wurde Bossle Mitglied in der katholischen Studentenverbindung W.K.St.V. Unitas Hetania in Würzburg.
Zusammen mit seiner Frau gehörte ihm der Creator-Verlag, in dem zwei Drittel der Promotionsschriften herausgegeben wurden. Mit dem Medizinhistoriker Gundolf Keil und dem Historiker Josef Joachim Menzel gründete Bossle 1982 als Verein das Gerhard-Möbus-Institut in Würzburg. Im Jahr 1983 war Bossle Mitgründer der Margret-Boveri-Stiftung. Bossle war ab 1986 Mitherausgeber der Schlesischen Forschungen. Mit Keil und Menzel sowie Eberhard Schulz gab er 1989 den Sammelband Nationalsozialismus und Widerstand in Schlesien heraus.
Im Jahr 1992 erschien Bossles Publikation Beethovens Sieg über Lenin in Paderborn.
Am 17. Februar 1998 hielt er in der Würzburger Residenz seine Abschiedsvorlesung. Die Tatsache, dass sein Lehrstuhl für Soziologie I an der Würzburger Universität nicht fortgeführt, sondern im Zuge einer hochschulpolitischen Umstrukturierung dem Ordinariat für Unfallchirurgie zugeschlagen wurde, deutete er darin als Zeichen für den Bedeutungsverlust der Soziologie in den vorausgegangenen zwei Jahrzehnten, für die er die aus seiner Sicht verhängnisvolle Linkslastigkeit des Faches verantwortlich machte.
Das 1996 von Jens Mecklenburg herausgegebene Handbuch deutscher Rechtsextremismus ordnet Bossle „politisch zwischen Konservatismus und Rechtsextremismus“ ein, „eng verflochten mit Institutionen, v. a. am rechten Rand der Unionsparteien.“ 